# Distretto di Karukh
Il distretto di Karukh è un distretto nel settore nordorientale della provincia di Herat, in Afghanistan. Confina a nord-ovest con il distretto di Kushk, a nord con il distretto di Kushki Kuhna, a nord-est con la provincia di Badghis, a est con il distretto di Obe, a sud con il distretto di Pashtun Zarghun e a ovest con il distretto di Injil. Nel 2005 la popolazione era stimata in 54.000 abitanti. Il centro amministrativo del distretto è Karukh.